# Psychotria ignea
Psychotria ignea är en måreväxtart som beskrevs av Johannes Müller Argoviensis. Psychotria ignea ingår i släktet Psychotria och familjen måreväxter. Inga underarter finns listade i Catalogue of Life.